# Japalura kaulbacki
Japalura kaulbacki är en omstridd ödleart som beskrevs av Smith 1937. Japalura kaulbacki ingår i släktet Japalura och familjen agamer. Inga underarter finns listade i Catalogue of Life.
Enligt The Reptile Database är Japalura kaulbacki en synonym till Calotes kingdonwardi som dok listas i släktet Pseudocalotes.